# Medusandra
Medusandra Brenan – rodzaj roślin z rodziny Peridiscaceae, w niektórych ujęciach wyodrębniany też w monotypową rodzinę Medusandraceae. Obejmuje dwa gatunki. Rośliny te są endemitami Kamerunu. Ich owoce są przysmakiem pawianów i papug.

## Morfologia
PokrójDrzewa.
LiścieSkrętoległe, pojedyncze (przy czym zgrubienie w górnej części ogonka wskazuje na to, że mogą to być liście jednolistkowe, powstałe w wyniku redukcji liścia złożonego). Przylistki drobne i odpadające. Blaszki pierzasto użyłkowane, drobno i odlegle karbowane na brzegu. Od spodu owłosione, z włoskami zgrubiałymi u nasady.
KwiatyDrobne, obupłciowe i promieniste, zebrane są w kotkowate kwiatostany wyrastające w kątach liści. Działki kielicha są wolne i trwałe. Płatki w liczbie 5 są wolne. Pręcików jest 5. Słupek jest górny, powstaje z trzech owocolistków. Zalążnia jest jednokomorowa. Szyjki słupka trzy, zwieńczone bardzo drobnym znamieniem.
OwoceOtwierające się trzema klapami, jednonasienne, skórzaste torebki. Nasiono jest okazałe.

## Systematyka
Rodzaj w systemach APG włączany jest do rodziny Peridiscaceae w obrębie rzędu skalnicowców (Saxifragales). W systemie Takhtajana z 2009 wyodrębniany był w monotypową rodzinę Medusandraceae w obrębie rzędu sandałowców Santalales.
Wykaz gatunków
- Medusandra mpomiana Letouzey & Satabie
- Medusandra richardsiana Brenan